# عزيز عقراوي
عزيز رشيد عقراوي هو عسكري وسياسي عراقي كردي، ولد سنة 1924 شمال العراق، وتوفي سنة 1998.
التحق بالكلية العسكرية سنة 1943 ثم كلية الأركان سنة 1954، وشارك في دورات في المملكة المتحدة والاتحاد السوفيتي.
ترك الجيش العراقي والتحق بالحركة الكردية المسلحة في تموز 1962، وكان حينها برتبة مقدم في المدفعية. شغل منصب عضو في المكتب السياسي في الحزب الديمقراطي الكردستاني في تموز 1964 حتى سنة 1973. كان مسؤولا عن قاطع كركوك وزار إسرائيل عدة مرات وشارك في مناورات مع الجيش الإسرائيلي.
بعد انهيار المفوضات بين الحكومة العراقية والقيادة الكردية، قامت الحكومة العراقية برئاسة أحمد حسن البكر بإعادة ترتيب أوضاع الحزب الديمقراطي الكردستاني في بغداد وأسس مع هاشم عقراوي حزبا جديدا يحمل نفس اسم الحزب الديمقراطي الكردستاني، وكان معها عبيد الله مصطفى البارزاني. وأعادت افتتاح فروع الحزب في المحافظات العراقية ونصبت فيها مسؤولين أكراد من الموالين لعزيز عقراوي.
أصدر صحيفة العراق، وانضم حزبه إلى الجبهة الوطنية التقدمية إلى جانب حزب البعث العربي الاشتراكي والحزب الشيوعي العراقي.
وفي 11 تشرين الثاني 1974، عين وزير دولة حتى 22 حزيران 1977 حيث شغل منصب وزير النقل بالوكالة خلفا لعبد الستار طاهر شريف حتى 12 تشرين الثاني 1977 حيث شغل مكرم الطالباني المنصب وعاد وزير دولة، واستمر في منصبه حتى بعد وصول صدام حسين لمنصب الرئيس.
انضم إلى الحزب الاشتراكي الديمقراطي الكردستاني، وانتخب عضوا في المكتب السياسي للحزب في أيار 1981، لكنه ترك الحزب لاحقا.
استطاع بعدها الفرار من العراق إلى سوريا وكان ذلك مفاجأة للحكومة العراقية حتى قامت باستدعاء عائلته وطلبت منهم إعلان البراءة منه عن طريق وسائل الإعلام. وبعد إعلان المنطقة الكردية الآمنة في الفترة التي أعقبت احداث عام 1911، وصل إلى زاخو وزار منزل صالح اليوسفي، وقد وصل عن طريق سوريا.
يذكره جلال طالباني بأنه رجل متخاذل، وقد نال لقب “جنرال الهزيمة “في أوساط الناس لأن لم يستطع الصمود أمام تقدم القوات العراقية التي سيطرت على مناطق كلي علي بيك وحاج عمران على الحدود مع إيران دون أي قتال، وهو كان قائدا لمحور أربيل وانهزم بمعركة سري رش.
شقيقه كاروان عقراوي (أو كاروان ئاكري) المدير العام لفضائية كردستان حاليا.